# Теллурические линии
Теллурические линии (лат. tellus — Земля) — линии поглощения, которые появляются в спектрах небесных тел при прохождении света от них через атмосферу Земли.

## История изучения
Теллурические линии были открыты в 1832 году Дэвидом Брюстером при наблюдениях спектра Солнца.

## Характеристики
Теллурические линии возникают из-за того, что излучение на некоторых длинах волн поглощается молекулами земной атмосферы — это молекулы азота, кислорода, озона, углекислого газа и водяного пара и других веществ. Теллурические линии позволяют изучать состав и параметры земной атмосферы, но вместе с тем мешают спектроскопическим исследованиям атмосфер других планет.
Теллурические линии тем сильнее, чем меньше высота светила над горизонтом. Сильнее всего они проявляются в обсерваториях на малой высоте над уровнем моря в местах с высокой влажностью, а при наблюдениях из космоса эти линии отсутствуют. Также у них не бывает доплеровского смещения, и благодаря этим особенностям теллурические линии обнаруживаются и выделяются среди остальных. Как правило, теллурические линии более узкие, чем собственные линии звёзд.
Теллурические линии сильно выражены в красной и инфракрасной области спектра: две самых сильных линии, возникающие из-за поглощения молекулами кислорода, имеют длины волн 687 нм и 760 нм. Также большое количество линий находится в диапазоне длин волн 441—448 нм.